# Александър Чакъров (Щип)
 Тази статия е за дееца на ВМОК.  За дееца на ВМОРО от Струга вижте Александър Чакъров.  
Александър К. Чакъров е български революционер, деец на Македоно-одринския комитет.

## Биография
Чакъров е роден в град Щип, тогава в Османската империя. Чакъров е един от първите революционни дейци в Скопския революционен окръг.
Присъединява се към основания в 1895 година Македонски комитет. През есента на 1895 година Чакъров навлиза с чета във Винишко с намерение да вдигне въстание. Председателят на винишкия комитет на ВМОРО Георги Иванов се свързва с Гоце Делчев и по негово разпореждане на Чакъров е предложено да се присъедини към ВМОРО или да се върне. Срещнал противодействие от страна на местните комитети на революционната организация, Чакъров се завъръща в България и продължава своята дейност сред върховистките кръгове в София. Издава вестник „Автономия“.